# Кашкин, Николай Сергеевич
Николай Сергеевич Кашки́н (2 [14] мая 1829, Калуга — 30 ноября [13 декабря] 1914, Калуга) — русский общественный деятель, петрашевец, мемуарист; действительный статский советник (1886).

## Биография
Происходил из столбового дворянского рода Кашкиных; сын избежавшего наказания декабриста С. Н. Кашкина. Получил начальное домашнее образование (учителя Адольф Гюго и Василий Красов). В 1847 году Николай Кашкин окончил Александровский лицей с серебряной медалью.

### В кружке петрашевцев
С весны 1848 года Кашкин служил помощником столоначальника в Азиатском департаменте Министерства иностранных дел, титулярный советник. С октября 1848 года в доме у Кашкина еженедельно по вторникам собирался кружок «чистых фурьеристов», занимавшихся главным образом изучением трудов Ш. Фурье; в кружок входили А. В. Ханыков, братья Дебу, Д. Д. Ахшарумов, А. И. Европеус, Н. А. Спешнев и др. По утверждению Кашкина, он познакомился с М. В. Петрашевским только 7 апреля 1849 года, на обеде в честь Ш. Фурье, куда они решили пригласить к себе и Петрашевского, — а на собраниях петрашевцев он был лишь однажды. Ф. М. Достоевский на следствии отрицал факт знакомства с ним: 
Что же касается до Каш<к>ина, то я его и в лицо не знаю, и у Петрашевского никогда не видел.
На одном из собраний Кашкин произнёс речь, основанную на тезисах труда А. И. Герцена «Дилетантизм в науке». В декабре 1848 г. Кашкин сделал на собрании своего кружка доклад «Идеалистический и позитивный методы в социологии». А. С. Долинин отмечает перекличку богоборческих тирад Ивана Карамазова в «Братьях Карамазовых» (глава «Бунт») с некоторыми положениями доклада Кашкина «Идеалистический и позитивный методы в социологии», который он сделал на собрании своего кружка в декабре 1848 года.

### Арест и заключение
В ночь на 23 апреля 1849 г. Кашкин был арестован и 8 месяцев провёл в одиночной камере в Петропавловской крепости. 22 декабря 1849 г. Кашкин вместе с другими петрашевцами был выведен на Семеновский плац. Кашкин запечатлел в своей памяти подробности: 
Все мы, проведшие 8 месяцев в одиночном заключении в Петропавловской крепости, были разбужены на рассвете 22 декабря, одеты в собственное платье, отобранное от нас при заключении в крепость, и отвезены в наёмных извозчичьих каретах на Семёновский плац. С каждым из нас сидел в карете жандарм, и каждая карета была окружена четырьмя конными жандармами. Прибыв на плац, мы были высажены из карет и увидели выстроенный деревянный помост, окружённый решеткой, на несколько ступеней возвышающийся над землей и окруженный с трех сторон войсками от всех частей Петербургского гарнизона. Мы были проведены перед фронтом всех этих войск и затем взошли на помост, где плац-адъютантом были расставлены в порядке, определённом приговором генерал-аудиториата, от Петрашевского до Пальма. Моим соседом был Плещеев, с которым мы познакомились, когда аудитор, читая приговор и обращаясь последовательно к каждому из осуждённых, произнёс наши фамилии. Ниже нас на земле, кругом помоста, стояло несколько генералов и адъютантов. Ближайшим ко мне был действительно обер-полицмейстер генерал Галахов, с которым я был знаком. Священник в черной ризе произнёс нам слово, начинавшееся словами: «Оброцы греха есть смерть, — говорит апостол Павел», и взволнованным голосом убеждал нас, что со смертию телесною не все будет для нас кончено и что при помощи веры и покаяния мы можем наследовать жизнь вечную. Затем он дал нам приложиться ко кресту. После преломления палачом шпаг над головами большинства из дворян, с нас сняли верхнюю собственную нашу тёплую одежду и взамен ее надели длинные холщовые саваны с капюшонами и длинными рукавами, в которых мы должны были простоять довольно долго при сильном утреннем морозе. Затем Петрашевский, Момбелли и Григорьев были сведены с помоста и привязаны длинными рукавами к трём столбам, вкопанным впереди трёх вырытых ям, и перед ними в некотором расстоянии поставлен был взвод солдат. За спинами осужденных находился существовавший в то время на Семеновском плацу земляной вал. Солдатам было скомандовано заряжать, — и на глаза трех привязанных к столбам подвинуты были капюшоны саванов. Конечно, в это время все осужденные прониклись убеждением, что казнь состоится, и тогда я не шёпотом, а громко обратился к стоявшему около помоста на земле генералу Галахову на французском языке с просьбой указать мне, к кому мы могли бы еще обратиться для исходатайствования разрешения исполнить перед смертью христианский долг, на что генерал, так же громко, ответил мне, что Государь был так милостив, что даровал всем жизнь. «Даже и тем!» — добавил он, указывая на привязанных к столбам. Все стоявшие близ меня услышали сказанное, и шепнуть мне эти слова генерал Галахов не мог, ввиду разделявшего нас расстояния. Вскоре за тем, по данному сигналу, отвязали от столбов Петрашевского, Момбелли и Григорьева, ввели их обратно на помост, и аудитор, снова обращаясь последовательно к каждому из осуждённых, прочел новый, окончательный приговор...
 Кашкин, как «малозамешанный» в преступлении, был приговорён к четырём годам каторги, но это наказание заменили разжалованием в солдаты с лишением дворянства.

Возможно, именно молодость Кашкина и послужила решающим фактором того обстоятельства, что Ф. М. Достоевский решил не вовлекать его в следствие, отрицая факт знакомства с ним. П. П. Семенов Тян-Шанский вспоминал: 
Младший из всех осуждённых был Кашкин <...>, только что окончивший Царскосельский лицей и до того получивший прекрасное домашнее образование, так как принадлежал к зажиточной дворянской семье, владевшей значительными поместьями. Кашкин был в высшей степени симпатичный молодой человек с очень гуманными воззрениями. Одним из главных идеалов жизни он ставил себе освобождение крестьян. Верный этому идеалу, он, так же как Спешнев, после 1861 года сделался мировым посредником первого призыва.

### Последующая жизнь
23 декабря 1849 года Кашкин был отправлен в Ставрополь, в 4-й линейный батальон. Участвовал в боевых операциях Кавказской войны. В 1852 стал унтер-офицером. В 1855 году произведён в прапорщики, в январе 1858 — в подпоручики; награждён орденом Святой Анны 4-й степени с надписью «За храбрость». Во время лечения в Железноводске встречался с Львом Толстым, который запечатлел его в очерке "Разжалованный". 
В апреле 1857 года Кашкину было возвращено потомственное дворянство, в сентябре 1858 г. он вышел в отставку, поселился в Калуге, управляя имением отца. В мае 1860 году Кашкину было разрешено жить в столице. В период подготовки крестьянской реформы 1861 года входил в состав либеральной оппозиции в Калужском губернском комитете. Жил в Калуге и в родовом имении Нижние Прыски.

Кашкин встречался с Достоевским, его женой и братом в 1861 году, о чём свидетельствует письмо Кашкина к Достоевскому от 6 августа 1861 г.: 
Мне очень прискорбно, многоуважаемый Федор Михайлович, что за многими хлопотами перед отъездом я не мог найти свободного вечера, чтобы проститься с Вами: надеюсь вознаградить себя в следующий приезд в Петербург. Прошу Вас засвидетельствовать моё искреннее уважение супруге Вашей и Михаилу Михайловичу и передать им просьбу мою — сохранить мне доброе расположение, которым я пользовался <...> благодарю вас за добрые часы, проведенные в вашем обществе и поручаю себя вашей памяти.
В 1866—1869 годах — предводитель дворянства Козельского уезда; в 1870—1908 гг. — член калужского окружного суда (с 1874 года — товарищ председателя), был почётным мировым судьёй Жиздринского уезда. 
В. Пикуль в своем рассказе «Приговорен только к расстрелу…» цитировал воспоминания Кашкина: 
После ссылки я установил с ним [Достоевским] близкие связи, всю жизнь уважая этого человека. Последний раз я виделся с Достоевским в Петербурге, как раз тогда началась Балканская война, писателя я застал больным. Анна Григорьевна сообщила мне, что вчера у них на квартире было заседание Славянского общества, и Федя так разволновался за страдания братьев-болгар, что с ним случился припадок. Он всё-таки вышел ко мне, долго говорил о великом будущем Славянского мира…
Существует легенда, согласно которой Достоевский после поездки в 1878 г. в Оптину пустынь посетил в Калуге Кашкина.
Умер 30 ноября (13 декабря) 1914 года в Калуге. Был похоронен 2 декабря в своём имении, селе Прыски Козельского уезда

## Семья

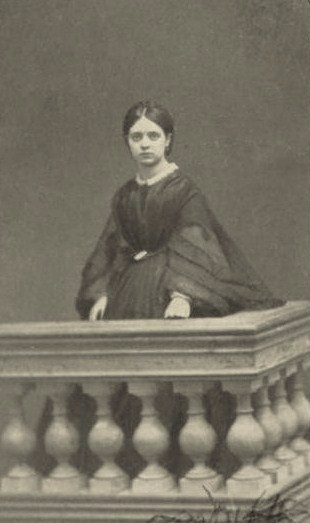
Елизавета Алексеевна

Первая жена (с 6 июля 1860 года) — Елизавета Алексеевна Нарышкина (02.11.1837—23.12.1869), родилась в Орле, внучка И. В. Нарышкина, дочь Алексея Ивановича Нарышкина и сестра Александра Нарышкина. Свадьба была в имении Нижние Прыски. По словам графа Бутурлина, Лиза Кашкина была обожаемая всеми, прелестная и кроткая женщина. С мужем свои жила как голубка, но безоблачное супружество её продлилось недолго. Умерла неожиданно в Калуге через восемь дней после благополучных, казалось, родов. У нее было органическое поражение в спинном мозгу. Похоронена в Нижних Прысках. Дети:
- Екатерина (09.05.1861—05.11.1900), в замужестве Цурикова.
- Александр (30.08.1868—1870)
- Николай (15.12.1869—21.11.1909), генеалог-архивист, выпускник Царскосельского лицея, автор «Родословных разведок».

Вторая жена (с 29 апреля 1877 года) — Павла Алексеевна Щекина (17.05.1852—29.09.1904), драматическая актриса, игравшая в Калужском театре. Умерла в Кисловодске, где и похоронена. Дети:
- Сергей (02.04.1879—17.05.1879)
- Ольга (16.04.1881—1920), в замужестве Былим-Колосовская.